# Немирская, Анна Алексеевна
Анна Алексеевна Немирская (5 января 1990) — российская футболистка, нападающая.

## Биография
На юниорском уровне становилась чемпионкой и лучшим бомбардиром (13 голов) первенства России среди 16-летних девушек по футзалу 2005 года. Вызывалась в молодёжную сборную России по большому футболу, сыграла не менее 6 матчей в официальных турнирах.
Выступала на взрослом уровне за клуб «Аврора» (Санкт-Петербург). В большом футболе провела два сезона в высшей лиге России (2006—2007). В 2007 году стала лучшим бомбардиром своего клуба с 5 голами. Также принимала участие в матчах высшей лиги по футзалу.
Дальнейшая судьба неизвестна.